# Ngong Hills

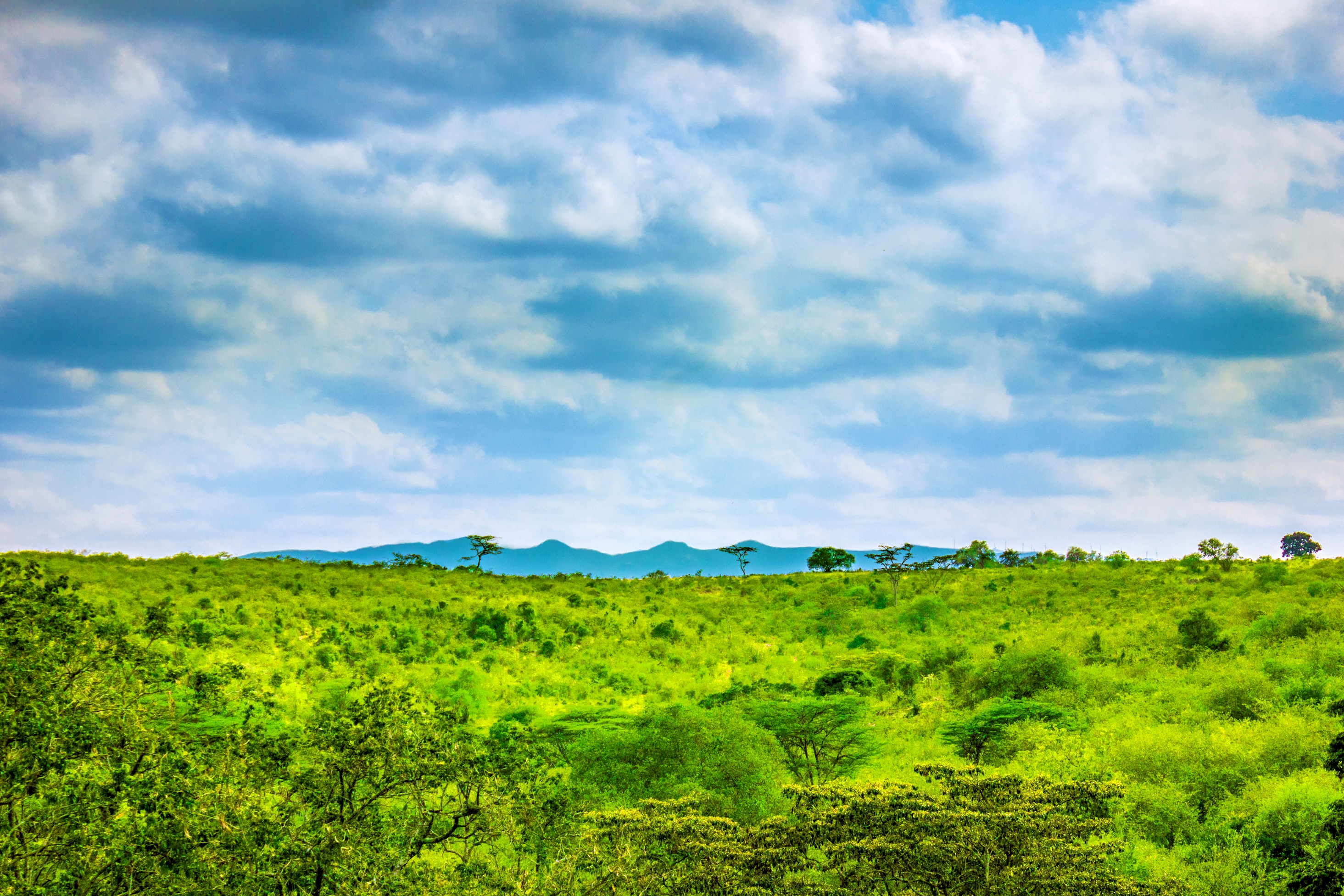
Ngong Hills vues de Maasai Lodge à Ongata Rongai.

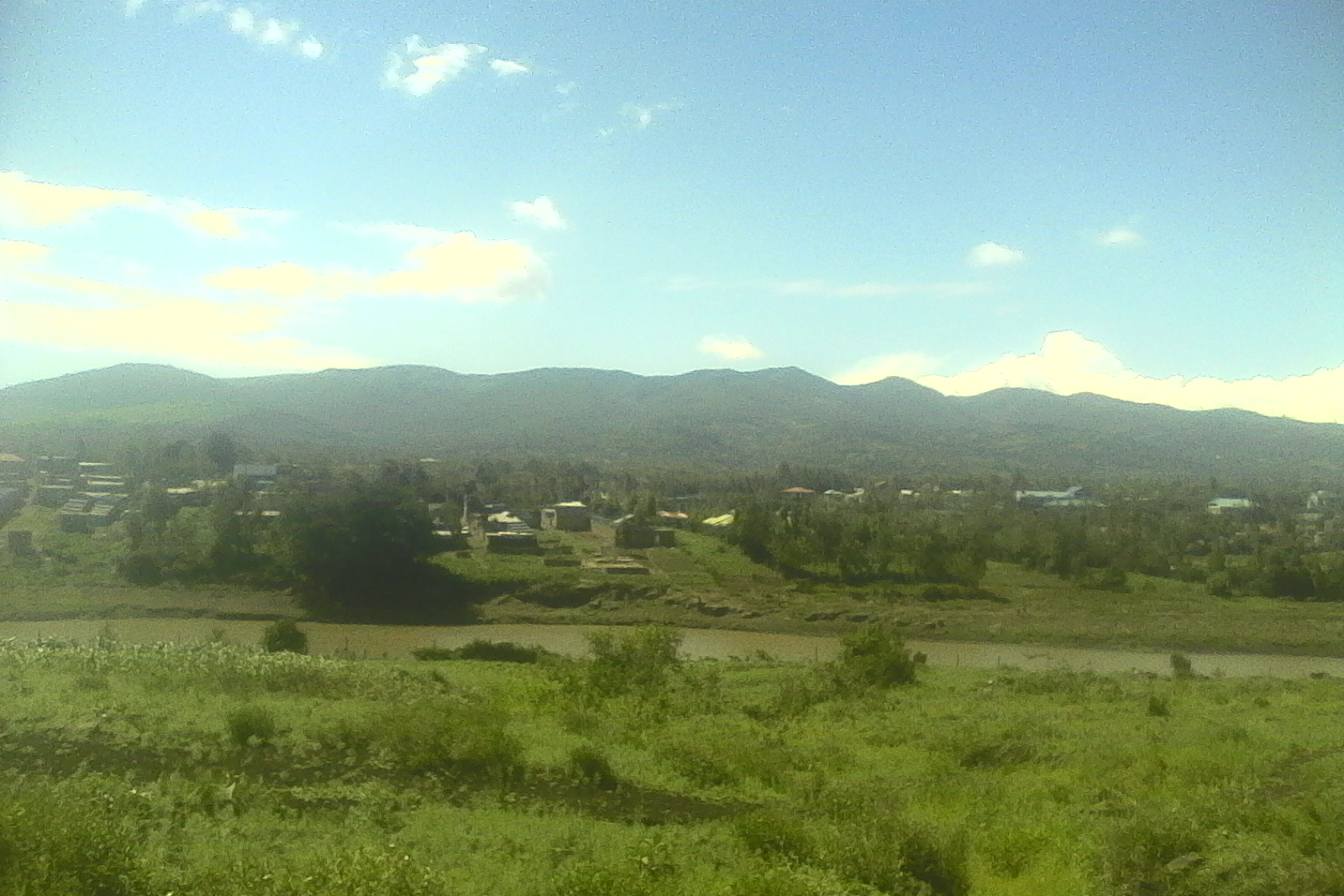
Ngong Hills vues de Kiserian.

Les  Ngong Hills sont une crête de collines située le long de la vallée du Grand Rift au sud-ouest près de Nairobi, dans le Sud du Kenya.

## Toponymie
Le nom Ngong est une anglicisation d'une expression masaï « enkong'u emuny » signifiant « source du rhinocéros » qui dérive d'une source située près de la ville de Ngong.

## Géographie
Le versant oriental des Ngong Hills surplombe le parc national de Nairobi et, au nord-est, la ville de Nairobi, tandis que le versant occidental surplombe la vallée du Grand Rift avec une dénivellation de plus de 1 000 m qui mène à l'endroit où se sont développés les villages maasaï. Le point culminant s'élève à 2 461 m.

## Histoire
La tombe de Denys Finch Hatton, mort en 1931, est marquée par un obélisque et un jardin, sur les pentes orientales des collines, surplombant le parc national de Nairobi.
Le 24 mai 1978, Bruce MacKenzie, ministre de l'Agriculture du Kenya, a été tué quand son avion a explosé alors qu'il survolait les Ngong Hills après que le président ougandais Idi Amin Dada eut ordonné aux agents ougandais de l'assassiner.

## Activités

### Tourisme
Un sentier pédestre parcourt le long des sommets des Ngong Hills. Pendant les années de domination coloniale britannique, la zone autour des Ngong Hills était une région agricole importante pour les colons et de nombreuses maisons coloniales traditionnelles sont encore visibles. Près des collines se trouve la ville de Ngong.

### Énergie
La centrale éolienne de Ngong Hills est en cours de construction sur les collines.

## Dans la culture
Dans le film Out of Africa de 1985, les quatre sommets des Ngong Hills apparaissent en arrière-plan de plusieurs scènes, près de la maison de Karen Blixen.